# Янішев (Мазовецьке воєводство)
Янішев (пол. Janiszew) — село в Польщі, у гміні Закшев Радомського повіту Мазовецького воєводства.
Населення — 925 осіб (2011).
У 1975—1998 роках село належало до Радомського воєводства.

## Демографія
Демографічна структура станом на 31 березня 2011 року:
|          | Загалом | Допрацездатний вік | Працездатний вік | Постпрацездатний вік |
| -------- | ------- | ------------------ | ---------------- | -------------------- |
| Чоловіки | 470     | 120                | 314              | 36                   |
| Жінки    | 455     | 116                | 272              | 67                   |
| Разом    | 925     | 236                | 586              | 103                  |